# Isidoor Van de Wiele
Isidoor Van de Wiele (Puurs, 30 juni 1924 – Antwerpen, 8 februari 2010) was een Belgische atleet, die gespecialiseerd was in de sprint. Hij nam eenmaal deel aan de Olympische Spelen en veroverde twee Belgische titels. 

## Biografie
Van de Wiele veroverde op de 100 meter de Belgische titels in 1950 en 1952. Op deze afstand nam hij ook deel aan de Olympische Spelen van 1948 in Londen, waar hij de kwartfinale haalde. Op de Europese kampioenschappen van 1950 in Brussel op de 100 m en de 4 x 100 m en in 1954 in Bern op de 4 x 100 m werd hij telkens uitgeschakeld in de reeksen. 

### Clubs
Van de Wiele was aangesloten bij Beerschot AC. 

## Belgische kampioenschappen
| Onderdeel | Jaar       |
| --------- | ---------- |
| 100 m     | 1950, 1952 |

## Persoonlijk record
| Onderdeel | Prestatie | Datum | Plaats |
| --------- | --------- | ----- | ------ |
| 100 m     | 10,7 s    | 1948  |        |

## Palmares

### 100 m
- 1948: 6e in ¼ fin. OS in Londen – (10,8 in reeksen)
- 1950:  BK AC – 11,0 s
- 1950: 3e in reeks EK in Brussel – 11,1 s
- 1952:  BK AC – 10,9 s

### 4 x 100 m
- 1948: DNF reeks OS in Londen
- 1950: 4e in reeks EK in Brussel – 42,2 s
- 1954: 4e in reeks EK in Bern – 41,5 s